# マーレ
マーレ (Mahle GmbH) は、ドイツの自動車部品メーカー。1920年設立。本社はドイツ・シュトゥットガルト。
自動車エンジン用のピストンに強みを持ち、ピストンメーカーとしては世界シェアNo.1を占めるグローバルサプライヤーである。リケンやボッシュと提携を進めるなど高水準の技術力を保有する。そのほかシリンダ部材、バルブトレインシステム、空気管理システム、液体管理システムのサプライヤーとして多くの有名自動車製造企業に知られている。

## 歴史
- 1920年 - 技術者でパイロットのヘルムート・ヒルトと協力者によってバート・カンシュタット（Bad Cannstatt ）で設立された。彼は2ストロークのエンジンを開発、製造した。
  - 12月1日 - 当時26歳のヘルマン・マーレが当時7人目の従業員としてヘルムート・ヒルトの工場で働き始め、この日がマーレグループの創立記念日となっている。工場は“Versuchsbau Hellmuth Hirth”と呼ばれた。当時自動車用のピストンは鋳鉄で作られていたがVersuchsbau Hellmuth Hirthは軽合金で内燃機関のピストンを作ることを決意した。
- 1922年11月1日 - ヘルマン・マーレの弟のエルンスト・マーレが技師長として工場に加わった。1924年、会社は社名をエレクトロンメタル（Elektronmetall GmbH ）に変えた。
- 1927年 - 会社は最初の制御された膨張ピストンを開発し、1931年世界初のアルミニウム製ピストンリングをディーゼルエンジン用に開発してピストン技術は着実に改善した。
- 1938年 - Mahle KGの新しいロゴを導入した。会社は拡大した。新しい製品が開発され生産された。(1951年にはアルミシリンダーをクロムめっきした)
- 1964年 - 創業者のヘルマンとエルンスト・マーレは個人事業から会社形態にすることを決めた。彼らは個人の財産の大部分を放棄し、Mahle Foundationに同社株を譲渡した。
- 1976年 - ヨーロッパ最初のアルミ製エンジンブロックを低圧ダイカスト法で連続鋳造で生産した。
- 1988年 - 複合材料製のカムシャフトを標準生産品目に加えた。
- 2001年 - 乗用のディーゼル車向けの革新的なピストンの冷却法を発表した。
- 2003年 - 最初の完全樹脂製オイルフィルターを発売した。最初の複合材料製エンジンを開発、製造してフォーミュラステューデントに適用している。
- 2005年1月1日 - 高性能エンジンの開発と製造をしている、コスワース・テクノロジーを買収し[2]、2005年7月1日にマーレ・パワートレインへ社名変更した。
- 2021年2月1日 - 日本のマーレベーアジャパンがケーヒンよりケーヒン・サーマル・テクノロジーをはじめとする日本・タイ・北米の空調事業を取得[3]。

## 日本における活動
- マーレジャパン株式会社 - 営業、IT、財務・経理、人事、法務、広報・PRのサービス機能をマーレグループ各社に提供。2022年にグループ内の株式会社マーレフィルターシステムズと統合して以降は[4]、マーレフィルターシステムズが担っていた吸気・潤滑製品の開発・量産も行っている。
- マーレエンジンコンポーネンツジャパン株式会社 - 1968年に提携した泉自動車工業(1988年にイズミ工業に社名変更)を、1998年・2003年と二度の第三者割当増資を経て傘下に収めた。2005年に社名を現社名に変更し、アジアにおける拠点として活動している。
- 株式会社マーレフィルターシステムズ - 日産自動車系列企業株式会社テネックスを、2001年に日産からの株式譲渡並びに第三者割当増資を受けて傘下に収めた。2005年に現社名に変更。2022年にマーレジャパン株式会社と統合[4]。
- マーレベーアジャパン株式会社 - 1998年にドイツのベーア（Behr）が日本に設立したベーア・ジャパン株式会社を前身とし、2013年のマーレによるベーアの買収に伴い現社名に変更。
- マーレトレーディングジャパン株式会社 - アフターマーケット向け自動車製品・サービスの販売を担当。
- マーレエレクトリックドライブズジャパン株式会社 - 日立製作所グループ企業国産電機株式会社を、株式会社日立製作所からの株式譲渡並びに第三者割当増資を受けて傘下に収めた。2016年に現社名に変更。